# ブルーノ・マリーローズ
ブリュノ・マリーローズ（Bruno Marie-Rose、1965年5月20日- ）は、フランスの陸上競技選手。ボルドー出身。1988年ソウルオリンピックの銅メダリストである。

## 経歴
マリーローズは、19歳で出場した1984年ロサンゼルスオリンピックでは、100mは2次予選敗退。4×100mリレーは決勝に進出したものの、39秒10で6位に終わっている。
マリーローズは、1986年に開催された、ヨーロッパ室内選手権の60mと、夏のシュトゥットガルトで開催されたヨーロッパ選手権の100mで、ともに3位で表彰台に立っている。翌年のフランスのリエヴァンで開催されたヨーロッパ室内陸上では200mに出場。20秒36の室内世界新記録で優勝を果たす。2週間後、アメリカのインディアナポリスで開催された世界室内選手権では、アメリカのカーク・バプティストに次いで2位となる。しかし、同年夏のローマの世界選手権では準々決勝でリタイアしている。
マリーローズは、1988年ソウルオリンピックでは200mと4×100mリレーに出場。200mは決勝に進出したものの8位に終わったが、マリーローズと、ダニエル・サングーマ、ジル・ケネールブ、マクシ・モリニエールのメンバーで挑んだ4×100mリレーでは、38秒40のタイムで、ソ連、イギリスに次いで銅メダルを獲得した。
マリーローズは、1990年のヨーロッパ選手権には100mと4×100mリレーに出場。100mは、上位6位までがイギリスとフランスの選手で占められる中、マリーローズは惜しくも4位と表彰台を逃した。しかし、4×100mリレーでは、マリーローズとモリニエール、サングーマそしてジャン＝シャルル・トゥルアバルのメンバーで、37秒79の世界新記録で優勝を果たした。この種目は、1961年以降は、1968年メキシコシティーオリンピックでジャマイカが1日だけ世界記録を保持したことがある以外はアメリカの独擅場であった種目であったが、ついにフランスがアメリカから世界記録を奪取した。しかし、1991年8月にアメリカは、前年奪われた4×100mリレーの世界記録をフランスから奪い返す。
マリーローズは、1991年に東京で開催された世界選手権に出場。200mは準決勝で敗退するものの、4×100mリレーは前年の世界記録と同じメンバーで、世界記録を更新したアメリカに次いで2位となった。
マリーローズの最後のオリンピックとなった1992年バルセロナオリンピックでは、4×100mリレーに出場。この数年フランスの活躍がめざましい種目であったが、予選で5位に終わり決勝進出することができなかった。

## 主な実績
| 年   | 大会                             | 場所                               | 種目         | 結果     | 記録   |
| ---- | -------------------------------- | ---------------------------------- | ------------ | -------- | ------ |
| 1984 | オリンピック                     | ロサンゼルス(アメリカ合衆国)       | 4×100mリレー | 6位      | 39秒10 |
| 1986 | ヨーロッパ室内陸上競技選手権大会 | マドリッド(スペイン)               | 100m         | 3位      | 6秒65  |
| 1986 | ヨーロッパ陸上競技選手権大会     | シュトゥットガルト(西ドイツ)       | 100m         | 3位      | 10秒21 |
| 1987 | ヨーロッパ室内陸上競技選手権大会 | リエヴァン(フランス)               | 200m         | 1位      | 20秒36 |
| 1987 | 世界室内陸上競技選手権大会       | インディアナポリス(アメリカ合衆国) | 200m         | 2位      | 20秒89 |
| 1987 | ユニバーシアード                 | ザグレブ(ユーゴスラビア)           | 100m         | 3位      | 10秒25 |
| 1987 | 世界陸上競技選手権大会           | ローマ(イタリア)                   | 200m         | 7位 (qf) | 26秒25 |
| 1988 | オリンピック                     | ソウル(韓国)                       | 200m         | 8位      | 20秒58 |
| 1988 | オリンピック                     | ソウル(韓国)                       | 4×100mリレー | 3位      | 38秒40 |
| 1989 | ヨーロッパ室内陸上競技選手権大会 | ハーグ(オランダ)                   | 200m         | 3位      | 21秒14 |
| 1990 | ヨーロッパ室内陸上競技選手権大会 | グラスゴー(イギリス)               | 200m         | 3位      | 21秒28 |
| 1990 | ヨーロッパ陸上競技選手権大会     | スプリト(ユーゴスラビア)           | 100m         | 4位      | 10秒10 |
| 1990 | ヨーロッパ陸上競技選手権大会     | スプリト (ユーゴスラビア)          | 4×100mリレー | 1位      | 37秒79 |
| 1991 | 世界陸上競技選手権大会           | 東京(日本)                         | 200m         | 8位 (sf) | 21秒04 |
| 1991 | 世界陸上競技選手権大会           | 東京(日本)                         | 4×100mリレー | 2位      | 37秒87 |
| 1992 | オリンピック                     | バルセロナ(スペイン)               | 4×100mリレー | 5位 (sf) | 39秒02 |

- qfは準々決勝、sfは準決勝